# Neotrichocolea
Neotrichocolea là một chi rêu trong họ Neotrichocoleaceae.